# 152-мм пушка образца 1910/30 годов
152-мм пушка образца 1910/30 годов — тяжёлое советское артиллерийское орудие межвоенного периода между Первой и Второй мировыми войнами.

## Описание конструкции
Орудие было получено путём модернизации 152-мм осадной пушки образца 1910 года, изначально разработанной во Франции фирмой-производителем вооружений «Шнейдер» (Schneider) для Российской империи. 152-мм пушка обр. 1910/30 гг. представляла собой достаточно мощное и дальнобойное орудие с большим максимальным углом возвышения (40°). По этой причине оно может быть классифицировано как пушка-гаубица.
Ствол 152-мм пушки обр. 1910/30 гг. состоял из трубы, кожуха, соединительной гайки и дульного тормоза.
Орудие оснащалось поршневым затвором, гидравлическим тормозом отката и гидропневматическим накатником. Лафет однобрусный, колёса металлические дисковые с грузошинами. Возка пушки осуществлялась раздельно (ствол снимался с лафета и транспортировался на отдельной ствольной повозке). Время перехода из походного положения в боевое составляло 10—15 минут, из боевого в походное — до 23 минут. Орудие имело щит толщиной 7 мм.

## История создания
Проект модернизации орудия был составлен в конструкторском бюро Главного артиллерийского управления (КБ ГАУ). Главной задачей модернизации было увеличение дальности стрельбы до 18 км. Модернизация включала в себя следующие мероприятия:
- расточена (удлинена) камора;
- введён дульный тормоз;
- короткий откат уменьшен с 1000 мм до 950 мм;
- удлинена стрела к передку лафета до 2000 мм;
- перенесена вперёд на 50 мм цапфенная обойма.

В 1930 году модернизированное орудие было принято на вооружение под официальным названием «152-мм пушка обр. 1910/30 гг.».

## Производство
Производство 152-мм пушек обр. 1910/30 гг. началось в 1930 году на заводе «Красный Путиловец». Позднее к производству орудий этого типа были подключены заводы «Баррикады» и «Большевик». Кроме выпуска новых орудий, осуществлялась также переделка 152-мм осадных пушек обр. 1910 г. К 1 ноября 1936 года все имеющиеся в наличии 152-мм осадные пушки обр. 1910 г. были доведены до уровня 1910/30 гг. Однако проведённые мероприятия по усовершенствованию не решили проблему низкой мобильности орудия, поэтому уже через четыре года последовала повторная модернизация — была разработана 152-мм пушка образца 1910/34 годов. В 1935 году производство 152-мм пушек обр. 1910/30 гг. было прекращено.

## Модификации
Существовали две модификации орудия — на металлических дисковых колёсах с неподрессоренным ходом и с колёсами на грузошинах и подрессориванием. Неподрессоренная модификация могла перевозиться со скоростью до 7 км/ч.

## Организационно-штатная структура
152-мм пушки входили в состав корпусной артиллерии и артиллерии РВГК. Как правило, это орудие использовалось вместо гаубицы-пушки МЛ-20. Кроме того, в начале войны существовали тяжёлые пушечные полки РВГК, имевшие по штату 24 152-мм пушки.

## Боевое применение
Вероятно, это орудие использовалось в ходе советско-финской войны, но точных сведений об этом нет. К началу Великой Отечественной войны имелась 121 пушка. Орудие, безусловно, принимало участие в боевых действиях, однако, по причине малочисленности, каких-либо подробностей его боевого применения обнаружить не удалось.
Тем не менее, всего две такие 152-мм пушки образца 1910/30 годов сыграли значительную роль в Великой Отечественной войне. 27 августа 1942 года, в рамках разработанной абвером операции «Вундерланд», немецкий тяжёлый крейсер (более известный как «карманный линкор») «Адмирал Шеер» предпринял рейд на стратегически важный порт Северного морского пути Диксон, намереваясь потопить находящиеся там суда, вывести его на долгое время из строя и посредством высадки десанта захватить документы и карты, содержавшие очень интересовавшую руководство Кригсмарине информацию. 
Однако рейдер натолкнулся на развёрнутую всего за сутки до этого береговую батарею № 659 из двух 152-мм пушек обр. 1910/30 гг. Именно они стали главной силой защитников Диксона. Командиром батареи был лейтенант Н. М. Корняков, причём для обслуживания орудий пришлось прибегнуть к помощи местных гражданских (грузчиков), поскольку некомплект личного состава батареи превышал 50 %. 
Около 01:45 по московскому времени, когда СКР-19 «Дежнёв» уже был выведен из строя огнём «Шеера» и посажен на мель экипажем во избежание гибели корабля, а командир рейдера — капитан цур зее Меендсен-Болькен — готовился к высадке десанта, батарея № 659 вступила в бой. Немцы отметили её огонь как «довольно точный» — всплески ложились в 500—2000 метрах от рейдера, оценив калибр снарядов как «130-миллиметровый». Причём стрельба велась не имевшими опыта борьбы с надводными целями артиллеристами без дальномера на дистанции около 30 кабельтовых (6 км). 
Согласно судовому журналу «Шеера», попаданий в него не было. Несмотря на упоминания о них в поздних советских источниках, подобное представляется маловероятным с точки зрения артиллерийского дела. Всего батареей № 659 выпущено в первой фазе боя 43 снаряда, но и этого оказалось достаточным, чтобы Меендсен-Болькен отказался от высадки десанта. Ещё 4 выстрела батарея сделала впоследствии в условиях плохой видимости, которые также не причинили вреда рейдеру.
Причиной отказа немцев от высадки десанта стала здравая мысль о том, что при приближении к берегу точность огня необнаруженной ими батареи значительно возрастёт, что могло бы стать фатальным не только для десанта, но и для самого рейдера. В схожих условиях при высадке десанта в Осло-фьорде при захвате Норвегии в 1940 году «антикварными» норвежскими батареями потоплен тяжёлый крейсер «Блюхер». Таким образом, Диксон был спасён от разрушения, не прекратилось и движение судов по Северному морскому пути, что имело большое значение в условиях тяжёлой обстановки лета 1942 года.

## 152-мм пушка обр. 1910/30 гг. за рубежом
Известно об использовании финской армией трофейной пушки этого типа. В настоящее время эта пушка в экспозиции артиллерийского музея в городе Хямеэнлинна.

## Оценка проекта
152-мм пушка обр. 1910/30 гг. являлась не очень значительной модернизацией орудия периода Первой мировой войны, сохранив главные его недостатки — неподрессоренный колёсный ход и раздельную возку ствола и лафета, что сильно снижало подвижность орудия. Конструкцию однобрусного лафета, сильно снижавшую углы горизонтальной наводки орудия, также необходимо признать явно устаревшей. Таким образом, к началу Великой Отечественной войны это орудие явно не отвечало современным требованиям.
Баллистические характеристики орудия были вполне удовлетворительны; отмеченные недостатки орудия заставили продолжить модернизацию орудия, затрагивавшую главным образом лафет при неизменной ствольной группе. Таким образом появилась 152-мм пушка обр. 1910/34 гг., а затем — знаменитая гаубица-пушка МЛ-20.

## Характеристики и свойства боеприпасов
Орудие стреляло всем ассортиментом 152-мм пушечных и гаубичных снарядов, в том числе разнообразными старыми гранатами русского и импортного производства.
Кумулятивный снаряд БП-540 пробивал под углом 90° — 250 мм, 60° — 220 мм, 30° — 120 мм; в ходе Великой Отечественной войны на практике не применялся.
| Номенклатура боеприпасов                                                                  |                  |                 |                    |                         |                        |
| Тип                                                                                       | Обозначение      | Вес снаряда, кг | Вес ВВ, кг         | Начальная скорость, м/с | Дальность табличная, м |
| Калиберные бронебойные снаряды                                                            |                  |                 |                    |                         |                        |
| Остроголовый без баллистического наконечника                                              | БР-540           | 48,8            | 0,66               | 600                     | 4000                   |
| Тупоголовый с баллистическим наконечником (на вооружении с конца 1944)                    | БР-540Б          | 46,5            | 0,48               | 600                     | 4000                   |
| Морской полубронебойный                                                                   | обр. 1915/28 гг. | 51,07           | 3,2                | 573                     | 5000                   |
| Кумулятивные снаряды                                                                      |                  |                 |                    |                         |                        |
| Кумулятивный                                                                              | БП-540           | 27,44           | ?                  | 680                     | 3000                   |
| Бетонобойные снаряды                                                                      |                  |                 |                    |                         |                        |
| Бетонобойный дальнобойный гаубичный (с индексом Ш — снаряжён тротилом методом шнекования) | Г-530 (Г-530Ш)   | 40,0            | 5,1                | 665                     | 15 600                 |
| Бетонобойный дальнобойный пушечный                                                        | Г-545            | 56,0            | 4,2                | ?                       | ?                      |
| Осколочно-фугасные снаряды                                                                |                  |                 |                    |                         |                        |
| Пушечные гранаты                                                                          |                  |                 |                    |                         |                        |
| Стальная дальнобойная граната                                                             | ОФ-540           | 43,6            | 5,9—6,25           | 650                     | 16 800                 |
| Стальная дальнобойная граната (с железокерамическим пояском)                              | ОФ-540Ж          | 43,6            | 5,9—6,25           | ?                       | ?                      |
| Старая остроголовая граната                                                               | Ф-542            | 38,1            | 5,86               | 660                     | 13 800                 |
| Старая остроголовая граната                                                               | Ф-542Г           | 38,52           | 5,83               | ?                       | ?                      |
| Старая тупоголовая граната                                                                | Ф-542ШГ          | 41,0            | 5,93               | ?                       | ?                      |
| Старая тупоголовая граната                                                                | Ф-542Ш           | 40,6            | 6,06               | 650                     | 12 800                 |
| Старая тупоголовая граната                                                                | Ф-542ШУ          | 40,86           | 5,96               | ?                       | ?                      |
| Старая остроголовая граната                                                               | Ф-542У           | 38,36           | 5,77               | ?                       | ?                      |
| Гаубичные гранаты                                                                         |                  |                 |                    |                         |                        |
| Стальная дальнобойная граната                                                             | ОФ-530           | 40,0            | 5,47—6,86          | ?                       | ?                      |
| Сталистого чугуна дальнобойная граната                                                    | ОФ-530А          | 40,0            | 5,66               | ?                       | ?                      |
| Старая граната                                                                            | Ф-533            | 40,41           | 8,0                | ?                       | ?                      |
| Старая граната                                                                            | Ф-533К           | 40,68           | 7,3                | ?                       | ?                      |
| Старая граната                                                                            | Ф-533Н           | 41,0            | 7,3                | ?                       | ?                      |
| Старая граната                                                                            | Ф-533У           | 40,8            | 8,8                | ?                       | ?                      |
| Сталистого чугуна старая французская граната                                              | Ф-534Ф           | 41,1            | 3,9                | ?                       | ?                      |
| Граната от 152-мм мортиры обр. 1931 г.                                                    | Ф-521            | 41,7            | 7,7                | ?                       | ?                      |
| Стальная английская граната для 152-мм гаубицы Виккерса                                   | Ф-531            | 44,91           | 5,7                | ?                       | ?                      |
| Шрапнель                                                                                  |                  |                 |                    |                         |                        |
| Шрапнель с трубкой 45 сек.                                                                | Ш-501            | 41,16—41,83     | 0,5 (680—690 пуль) | ?                       | ?                      |
| Шрапнель с трубкой Т-6                                                                    | Ш-501Т           | 41,16           | 0,5 (680—690 пуль) | ?                       | ?                      |
| Осветительные снаряды                                                                     |                  |                 |                    |                         |                        |
| Осветительный парашютный, время горения 40 сек.                                           | С 1              | 40,2            | ?                  | ?                       | ?                      |
| Химические снаряды                                                                        |                  |                 |                    |                         |                        |
| Осколочно-химический пушечный                                                             | ОХ-540           | ?               | ?                  | ?                       | ?                      |
| Химический гаубичный                                                                      | ХС-530           | 38,8            | ?                  | ?                       | ?                      |
| Химический гаубичный                                                                      | ХН-530           | 39,1            | ?                  | ?                       | ?                      |
| Химический (принят на вооружение после Великой Отечественной войны)                       | ЗХЗ              | ?               | ?                  | ?                       | ?                      |

| Таблица бронепробиваемости для 152-мм пушки обр. 1910/30 гг. |                          |                          |
| Остроголовый калиберный бронебойный снаряд БР-540 |                          |                          |
| Дальность, м | При угле встречи 60°, мм | При угле встречи 90°, мм |
| 500 | 105                      | 125                      |
| 1000 | 95                       | 115                      |
| 1500 | 85                       | 105                      |
| 2000 | 75                       | 90                       |
| Тупоголовый калиберный бронебойный снаряд БР-540Б |                          |                          |
| Дальность, м | При угле встречи 60°, мм | При угле встречи 90°, мм |
| 500 | 105                      | 130                      |
| 1000 | 100                      | 120                      |
| 1500 | 95                       | 115                      |
| 2000 | 85                       | 105                      |
| Морской полубронебойный снаряд обр. 1915/28 гг. |                          |                          |
| Дальность, м | При угле встречи 60°, мм | При угле встречи 90°, мм |
| 100 | 110                      | 136                      |
| 500 | 104                      | 128                      |
| 1000 | 97                       | 119                      |
| 1500 | 91                       | 111                      |
| 2000 | 85                       | 105                      |
| Приведённые данные относятся к советской методике измерения пробивной способности. Следует помнить, что показатели бронепробиваемости могут заметно различаться при использовании различных партий снарядов и различной по технологии изготовления брони. |                          |                          |